# Gaston Mercier
Gaston Antoine Mercier (París, 5 de junio de 1932-Bussières, 4 de julio de 1974) fue un deportista francés que compitió en remo.
Participó en tres Juegos Olímpicos de Verano entre los años 1952 y 1960, obteniendo dos medallas, oro en Helsinki 1952 y bronce en Melbourne 1956. Ganó una medalla de bronce en el Campeonato Europeo de Remo de 1961.

## Palmarés internacional
| Juegos Olímpicos   | Juegos Olímpicos       | Juegos Olímpicos  | Juegos Olímpicos   |
| Año                | Lugar                  | Medalla           | Prueba             |
| ------------------ | ---------------------- | ----------------- | ------------------ |
| 1952               | Helsinki (Finlandia)   | Medalla de oro    | Dos con timonel    |
| 1956               | Melbourne (Australia)  | Medalla de bronce | Cuatro sin timonel |
| Campeonato Europeo |                        |                   |                    |
| Año                | Lugar                  | Medalla           | Prueba             |
| 1961               | Praga (Checoslovaquia) | Medalla de bronce | Ocho con timonel   |